# Obědné
Obědné (německy Liebesdorf) je součástí obce Libina v okrese Šumperk.

## Název
Základem jména vesnice pravděpodobně bylo přídavné jméno obidný náležející ke starému podstatnému jménu obida - "urážka". Jméno vesnice tedy označovalo místo, v němž se udála nějaká urážka. Původní Obidné se pak změnilo na Obědné (které ukazují nejstarší doklady) nepochopením. Zcela vyloučit se nicméně nedá ani základ oběd (jméno by pak bylo obdobou místních jmen jako Medné, Tvarožná, Sádlno). Německé jméno Liebesdorf ("Láskoves") doložené od druhé poloviny 17. století bylo dáno bez souvislosti s českým.

## Historie
První písemná zmínka o obci pochází z roku 1348.

## Kulturní památky
V katastru obce jsou evidovány tyto kulturní památky:
- Usedlost čp. 8 – doklad doznívání barokních vlivů v lidové architektuře ve 2. polovině 19. století